# Crateromys australis
Crateromys australis es una especie de roedor de la familia Muridae.

## Distribución geográfica
Son endémicos de la isla de Dinagat, y, quizá, la cercana Siargao (Filipinas).

## Hábitat
Su hábitat natural es: clima tropical o clima subtropical, bosques áridos.

## Estado de conservación
Se encuentra amenazada de extinción por la pérdida de su hábitat natural.